# Kylie (album)
A Kylie az ausztrál énekesnő Kylie Minogue első stúdióalbuma, 1988. július 4-én jelent meg a PWL gondozásában. Az Egyesült Államokban az albumot a Geffen Records adta ki. Stock, Aitken és Waterman voltak a lemez producerei, akik a lemez tíz dalából kilencet írtak. Az album nagy része rágógumi pop, bár hallhatóak rajta lassabb szerzemények is, mint a „Je Ne Sais Pas Pourquoi” és az „I’ll Still Be Loving You”. A lemez túlnyomó része azt a dance-pop stílust ismétli, melyet az „I Should Be So Lucky” és a „The Loco-Motion” képvisel. Az album vegyes fogadtatásban részesült a zenei kritikusoktól. Míg sokan dicsérték az albumot, addig voltak olyanok, akik nem nagyon örültek egy újabb rágógumi pop előadónak. A vegyes kritikák ellenére, a Kylie világszerte sikeres lett. A lemez első lett az Egyesült Királyságban és Új-Zélandon, és három első helyezett dalt produkált Ausztráliában. Észak-Amerikában a lemez alacsonyan szerepelt a Billboard listán, de ennek ellenére is több, mint 500 000 példányban talált gazdára és ért el aranylemez státuszt. Ausztráliában az albumot The Kylie Collection néven újra kiadták 1988 decemberében öt új remixszel kiegészítve. A Kylie hétszeres platinalemez lett az Egyesült Királyságban és világszerte 5 millió példány fogyott belőle.
A Kylie-ról hat kislemez lett kiadva. Az első kislemez, az „I Should Be So Lucky” hét országban lett listavezető, többek közt az Egyesült Királyságban és Ausztráliában, és 28. lett a Billboard Hot 100-on. A második kislemez, a „Got to Be Certain” első lett Ausztráliában, második az Egyesült Királyságban és Top 10-es számos más országban. A harmadik kislemez, Little Eva dalának feldolgozása, a „The Loco-Motion” lett, melyet Gerry Goffin és Carole King írt, mely nyolc országban lett első helyezett és húsz országban lett Top 10-es. Ezzel eddig ez lett Minogue legsikeresebb kislemeze. A negyedik kislemez, a „Je Ne Sais Pas Pourquoi” második lett az Egyesült Királyságban, tizenegyedik Ausztráliában és közepes sikere volt számos más országban. Az „It’s No Secret” lett az ötödik kislemez Ausztráliában, Új-Zélandon és Észak-Amerikában és negyedik kislemezként jelent meg Japánban. A „Turn It into Love” csak Japánban jelent meg, ahol ez lett a lemezről kimásolt ötödik kislemez.

## Háttér és kidolgozás
1987-ben az egyik Fitzroy Football Club által megrendezett jótékonysági koncert során a Szomszédok szereplőgárdája megrendezte a saját tehetségkutatóját. Azonban Minogue semmivel nem készült, ezért felment a színpadra és előadta a „The Loco-Motion” feldolgozását, ami után azonnal szerződött a Mushroom Records-hoz. A dalt Ausztráliában kiadták kislemezként, amely az 1980-as évek legnagyobb példányban elkelt kislemeze lett. A dal sikere azt eredményezte, hogy Minogue Londonba utazott a Mushroom Records főproducerével, Gary Ashley-vel, hogy együtt dolgozzon Stock, Aitken és Waterman-nel, a sikeres brit dalszerző és produceri csapattal. Nagyon keveset tudtak Minogue-ról és elfelejtették, hogy megérkezett, aminek eredményeként megírták az „I Should Be So Lucky”-t, amíg a stúdión kívül várakozott. Minogue kevesebb, mint egy óra alatt felvette a dalt, ami után visszarepült Ausztráliába, hogy tovább dolgozzon a Szomszédokon. A dal hatalmas siker lett a listákon és Mike Stock Melbourne-be repült, hogy elnézést kérjen Minogue-tól azért, mert elfelejtkeztek a korábbi közös lemezfelvételről. Nagyon keveset tudtak Minogue-ról és elfelejtették, hogy megérkezett, aminek eredményeként, megírták az „I Should Be So Lucky”-t 40 perc alatt, amíg ő a stúdión kívül várakozott. Mike Stock írta a dal szövegét az alapján, amit Minogue-ról tudott azelőtt, hogy megérkezett. Úgy hitte, hogy bár sikeres sztár volt Ausztráliában, vonzó és nagyon tehetséges, valami baj lehet vele, amiért nem szerencsés a szerelemben. Minogue kevesebb, mint egy óra alatt felvette a dalt, amit Stock annak tulajdonított, hogy nagyon jó füle van a zenéhez és gyors memorizáló képessége. A dal rögzítése után Minogue visszarepült Ausztráliába, hogy tovább dolgozzon a Szomszédokon.

## Zenei stílus
Az első dal, az „I Should Be So Lucky” egy dance-pop központú dal, amely rágógumi pop és új hullámú elemeket tartalmaz. A dal kétnegyedes ütemű és percenként 120-as ütemben mozog közepes tempónál. A dal hangszerelésében szintetizátorok, billentyűsök és gitár hallhatóak. A „Je Ne Sais Pas Pourquoi” egy ballada, melyet némi tinipop és dance-pop stílusok inspiráltak, valamint a hangszerelésében dobgép, szintetizátorok és némi gitár is fellelhető. A dal egy alaposan különböző korai demóverziójának létezéséről is tudomás van, bár az sose lett hivatalosan kiadva. Állítólag a dalnak teljesen más intrója van, némileg gyorsabb a tempója és erősebb az üteme. Mindkét dal, a „Got to Be Certain” és az „It’s No Secret” dance inspirálta dalok, míg az elsőt inkább a balladai zene inspirálta, addig a „Turn It into Love” egy diszkó dal.

## Kereskedelmi fogadtatás
A Kylie második helyen debütált az Egyesült Királyságban 1988 július 16-án. Később, a hetedik héten végül első lett a listán, ahol négy egymást követő hétig maradt és két hétig 1988 novemberében. 1989 elejére a lemez hatszoros platina lett. 1988-ban 1,8 millió példányban kelt el, végül 2,1 millió példány fogyott belőle, mellyel az év legtöbb példányban elkelt lemeze lett. A Kylie lett az első női előadó által kiadott lemez, mely több, mint 2 millió példányban kelt el az Egyesült Királyságban és ott ez a lemez minden idők 58. legnagyobb példányban eladott lemeze. Emellett az 1980-as évek legnagyobb példányban elkelt lemeze is lett. 1989-ben Minogue lett a legfiatalabb előadó a brit zenei történelemben, akinek első helyezett lett a lemeze. Minogue hazájában, Ausztráliában az album a második helyig jutott, ahol három egymást követő hétig maradt, és 29 hétig tanyázott a Top 50-ben. Új-Zéland-on, ez Minogue egyetlen lemeze, amely első helyezést ért el és amelyik a leghosszabb ideig, hat hétig maradt ebben a pozícióban. Az album a tizedik helyen nyitott, de később az első helyig jutott, ahol hat hétig maradt. A lemez összesen 53 hétig maradt a listán. A lemez nyolcadik lett Németországban, tizedik Norvégiában és hetedik Svájcban. A Kylie még az Egyesült Államokban is a listára jutott, ahol az 53. helyen debütált a Billboard 200-on. Az Egyesült Államokban ez volt Minogue egyetlen listás lemeze. 1989-ben itt aranylemezt kapott a több, mint 500 000 eladott példánynak köszönhetően.

## Kislemezek
Minogue első kislemeze a „Locomotion” hét hétig szerepelt az első helyen az ARIA Charts listán, és az ország legtöbb példányban elkelt kislemeze volt az 1980-as években. Ennek ellenére csak Ausztráliában jelent meg és nem volt a debütáló lemezének a része, amíg újra fel nem vették az 1988-as kiadásra. Az „I Should Be So Lucky” lett kiadva az album első kislemezeként, melynek a szövegét Mike Stock írta. Stock azt hitte, hogy bár Minogue egy sikeres szappanopera sztár volt Ausztráliában és nagyon tehetséges, mégis valami baj lehet vele és szerinte biztos nincs sikere a szerelemben. A dal első helyezett sláger lett Minogue-nak Ausztráliában és az Egyesült Királyságban. A második kislemez, a „Got to Be Certain” első lett Ausztráliában, de mérsékelt sikere volt a világ más pontjain. Második volt az Egyesült Királyságban három hétig és Top 10-es volt Svájcban és Németországban. Minogue 1988 áprilisában újra felvette a „Locomotion”-t és átkeresztelték „The Loco-Motion”-re. Az album harmadik kislemezeként adták ki és ez lett a brit kislemezlistán a legmagasabban debütáló kislemez, melyet egy énekesnő adott ki. Észak-Amerikán belől első lett Kanadában és harmadik az Egyesült Államokban. A negyedik kislemez, a „Je Ne Sais Pas Pourquoi” második helyezést ért el az Egyesült Királyságban. Az „It’s No Secret” lett a lemez ötödik kislemezeként kiadva Ausztráliában, Új-Zéland-on és Észak-Amerikában és a negyedik kislemez Japánban. A „Turn It into Love” az ötödik kislemez lett kizárólag Japánban, ahol tíz hétig volt első helyezett minden promóció és videó nélkül.

## Számlista
|     | Cím                      | Szerző(k)                 | Hossz |
| --- | ------------------------ | ------------------------- | ----- |
| 1.  | I Should Be So Lucky     |                           | 3:24  |
| 2.  | The Loco-Motion          | Gerry Goffin, Carole King | 3:14  |
| 3.  | Je Ne Sais Pas Pourquoi  |                           | 4:01  |
| 4.  | It’s No Secret           |                           | 3:58  |
| 5.  | Got to Be Certain        |                           | 3:17  |
| 6.  | Turn It into Love        |                           | 3:37  |
| 7.  | I Miss You               |                           | 3:14  |
| 8.  | I’ll Still Be Loving You |                           | 3:52  |
| 9.  | Look My Way              |                           | 3:36  |
| 10. | Love at First Sight      |                           | 3:10  |

## Közreműködők
| - Kylie Minogue – vezető vokál, háttérvokál - Dee Lewis – háttérvokál - Mae McKenna – háttérvokál - Suzanne Rhatigan – háttérvokál - Matt Aitken – producer, billentyűs, gitár - Mike Stock – producer, háttérvokál, billentyűzetek - Pete Waterman – producer - George DeAngelis – billentyűzetek - Neil Palmer – billentyűzetek - A. Linn – dob programozás - Jason Barron – hangkeverés | - Peter Day – hangkeverés - Stewart Day – hangkeverés - Karen Hewitt – hangkeverés - Jonathan King – hangkeverés - Mark McGuire – hangkeverés - Burni Adams – hangkeverés - Pete Hammond – hangkeverés - Jay Willis – hangkeverés - Lawrence Lawry – fotográfia - David Howells – tervezés - Lino Carbosiero – hajformázás |

## Helyezések
| Slágerlista (1988)                 | Legfelső helyezés |
| ---------------------------------- | ----------------- |
| Ausztrália (ARIA Charts)           | 2                 |
| Ausztria (IFPI)                    | 15                |
| Németország (Media Control Charts) | 8                 |
| Norvégia (VG-lista)                | 10                |
| Svédország (Sverigetopplistan)     | 22                |
| Svájc (Schweizer Hitparade)        | 7                 |
| Új-Zéland (RMNZ)                   | 1                 |
| Egyesült Királyság (OCC)           | 1                 |
| Egyesült Államok (Billboard 200)   | 53                |

| Slágerlista (1988)               | Legfelső helyezés |
| -------------------------------- | ----------------- |
| Ausztrália (ARIA)                | 17                |
| Németország (Offizielle Top 100) | 57                |
| Egyesült Királyság (OCC)         | 1                 |
| Slágerlista (1989)               | Legfelső helyezés |
| Ausztrália (ARIA)                | 95                |

| Slágerlista (1980–89)    | Legfelső helyezés |
| ------------------------ | ----------------- |
| Egyesült Királyság (OCC) | 5                 |

## Minősítések és eladási adatok
| Ország                         | Minősítés          | Minősítési érték | Alapul         |
| ------------------------------ | ------------------ | ---------------- | -------------- |
| Ausztrália (ARIA)              | 4×-es platinalemez | 280 000+         | Szállításokon  |
| Franciaország (SNEP)           | Platinalemez       | 316 000+         | Értékesítésben |
| Finnország (Musiikkituottajat) | Aranylemez         | 25 000+          | Szállításokon  |
| Hong Kong (IFPI)               | Platinalemez       | 20 000+          | Értékesítésben |
| Japán (RIAJ)                   | Platinalemez       | 250 000+         | Szállításokon  |
| Németország (BVMI)             | Aranylemez         | 250 000+         | Szállításokon  |
| Svájc (IFPI)                   | Platinalemez       | 50 000+          | Szállításokon  |
| Új Zéland (RIANZ)              | Platinalemez       | 15 000+          | Szállításokon  |
| Egyesült Királyság (BPI)       | 6×-os platinalemez | 1 800 000+       | Szállításokon  |
| Egyesült Államok (RIAA)        | Aranylemez         | 500 000+         | Szállításokon  |

## Formátumok
| Ország             | Formátum | Kiadó            |
| ------------------ | -------- | ---------------- |
| Ausztrália         | LP       | Mushroom Records |
| Egyesült Királyság | CD       | PWL              |
| Egyesült Államok   | CD       | Geffen Records   |
| Japán              | LP       | Alfa Records     |
| Dél-Korea          | LP       | PWL              |